# 팬픽 (오디션 프로그램)
《팬픽》(FANPICK)은 대한민국의 오디션 프로그램이다. 합격자들은 보이그룹 'PICKUS'로 데뷔하게 된다.

## 결과
- 합격: 윤혜성, 유라, 남손, 박민근, 리키, 코타로, 유현승
- 최종탈락: 이찬희, 타츠야, 김하늘, 정구현, 디, 오태환, 류한일
- 중도하차: 허세환, 사야, 리그어